# Вільна (пісня Тіни Кароль та Юлії Саніної)
«Вільна» — дуетна пісня Тіни Кароль та Юлії Саніної, яка стала саундтреком до українського фільму «Віддана» (2020).

## Опис
Музику для пісні написав Олександр Шкуркін, а авторкою слів стала хіп-хоп виконавиця Alyona Alyona.
|               | Ця пісня – своєрідний жіночий маніфест, жіноча мантра про силу нашого сестринства. І було важливо виконати її саме дуетом з іншою виконавицею – сильною, талановитою, рівно. |
| — Тіна Кароль | |

Дует двох різних співачок, Кароль та Саніної, став алегорією на головних героїнь фільму Адель і Стефу та підкреслив їх непрості стосунки.
|               | «Вільна» не схожа на творчість «The Hardkiss», не схожа на пісні Тіни Кароль. Це щось зовсім інакше, у чому ми поєдналися. І мені імпонує, що це не просто сингл, це – частина масштабного проєкту. Що вийде фільм і люди матимуть додатковий бекграунд, який підсилить пісню, а пісня, звичайно, по-новому розкриє фільм. |
| — Юлія Саніна | |

## Музичне відео
Прем'єра музичного відео відбулася 12 грудня 2019 року на YouTube. Кліпмейкером відео виступила режисерка фільму «Віддана» — Христина Сиволап, а оператором став Юрій Король. За два дні відео зібрало більше мільйона переглядів.
12 грудня 2020 року (за рік після публікації) відеокліп переглянули 9 мільйонів 700 тисяч разів, а 9 січня 2020 року кліп перетнув позначку у 10 мільйонів переглядів та увійшов до списку найпопулярніших україномовних музичних відео на YouTube.

## Нагороди та номінації
| Рік  | Премія           | Номінація                 | Результат | Дж.   |
| ---- | ---------------- | ------------------------- | --------- | ----- |
| 2020 | Золота Жар-птиця | Балада року               | Перемога  | [ 4 ] |
| 2021 | YUNA             | Найкраща пісня            | Номінація | [ 5 ] |
| 2021 | YUNA             | Найкраща пісня для фільму | Перемога  | [ 5 ] |
| 2021 | YUNA             | Найкращий дует            | Перемога  | [ 5 ] |